# Dmitrij Sergeevič Šeremetev
Il conte Dmitrij Sergeevič Šeremetev (in russo Дмитрий Сергеевич Шереметев?; Puškin, 28 maggio 1869 – Roma, 25 novembre 1943) è stato un ufficiale russo.

## Biografia
Era figlio di Sergej Dmitr'evič Šeremetev e della moglie, Ekaterina Pavlovna Vjazemskaja. 

## Carriera
Dopo aver completato gli studi, intraprese la carriera militare presso il reggimento di cavalleria, dove raggiunse il grado di colonnello.
Dal 1896, fu aiutante di campo dello zar. Durante la prima guerra mondiale, accompagnava Nicola II a visitare le zone di guerra. 
Durante la guerra civile, fu eletto Presidente del Comitato russo, dove rappresentò gli interessi dei rifugiati russi alle autorità. Fu il primo presidente dell'Unione di nobili russi (1926-1929).
Durante l'esilio, nel 1936, scrisse "Dalle memorie dell'imperatore Nicola II" e un estratto da sue memorie è stato incluso nel libro "I miracoli dei martiri reali".

## Matrimonio
Nel 1892, sposò la contessa Irina Illarionovna Voroncova-Daškova (1872-1959), figlia del governatore del Caucaso, il conte Illarion Ivanovič Voroncov-Daškov. Ebbero otto figli:
- Elizaveta Dmitrievna (1893-1974), sposò in prime nozze Boris Leonidovič Vjazemskij e in seconde nozze Sergej Aleksandrovič Černyšëv;
- Ekaterina Dmitrievna (1894-1896);
- Irina Dmitrievna (1896-1965), sposò Georgej Dmitrievič Mengden;
- Sergey Dmitrievič (1898-1972);
- Praskov'ja Dmitrievna (1901-1980), sposò Roman Petrovič Romanov;
- Marija Dmitrievna (1902-1919);
- Nikolaj Dmitrievič (1904-1979), sposò Irina Feliksovna Jusupova;
- Vasilij Dmitrievič (1906-1986), sposò Dar'ja Borisovna Tatiševa.

## Morte
Morì il 25 novembre 1943, a Roma, e fu sepolto nel Cimitero acattolico di Roma.